# Mazatepec
Mazatepec là một đô thị thuộc bang Morelos, México. Năm 2005, dân số của đô thị này là 8766 người.